# برتقالي الكروم

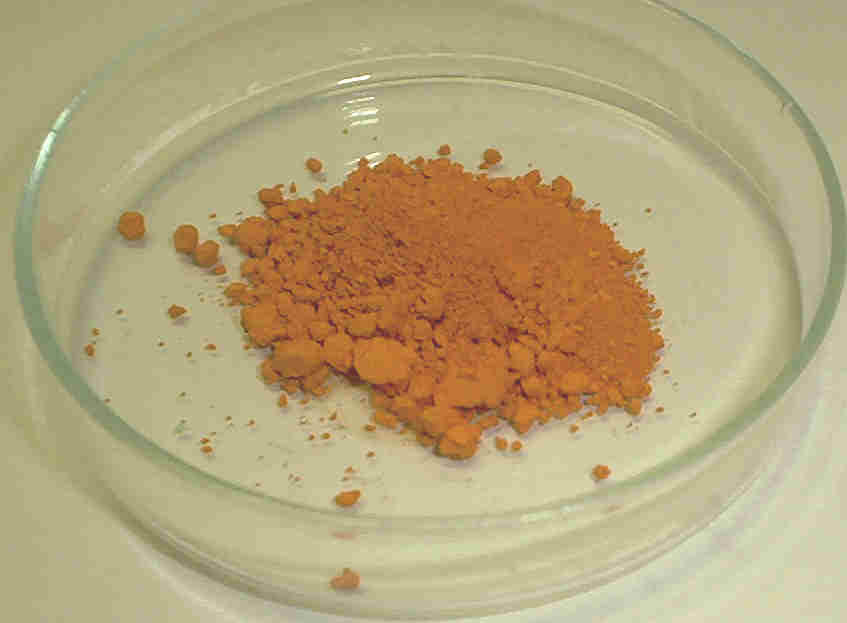
خضاب برتقالي الكروم

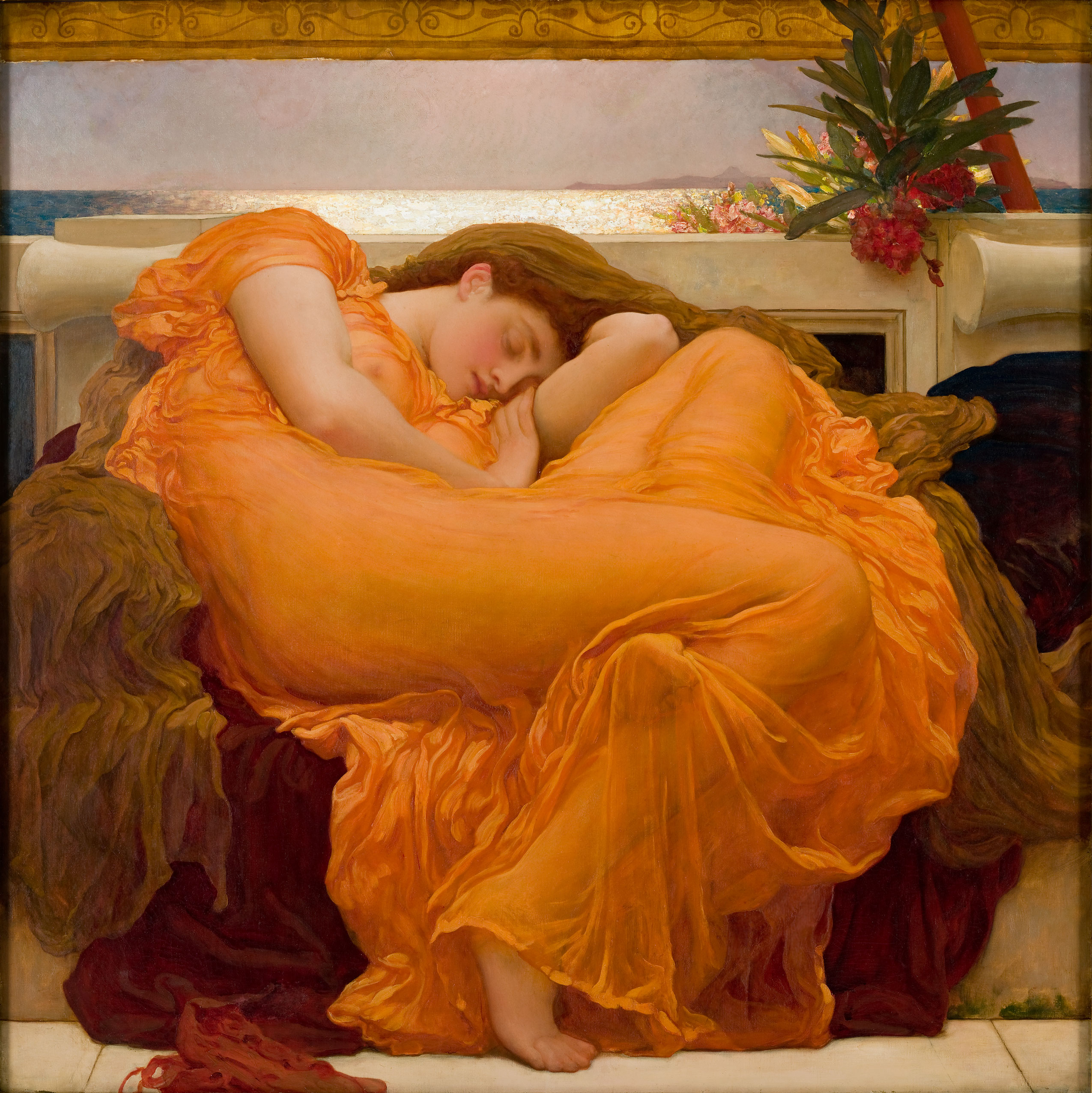
استخدم خضاب برتقالي الكروم في لوحة يونيو المتقدة.

برتقالي الكروم هو خضاب برتقالي محمر، يتكون كيميائياً من كرومات الرصاص القاعدية، وهو يعرف أحياناً باسم «أحمر الكروم».
يحضر هذا الخضاب من تفاعل أملاح الرصاص الثنائي مع محلول قلوي من الكرومات؛ أو من معالجة خضاب أصفر الكروم مع محلول قلوي قوي.